# 府中站 (廣島縣)

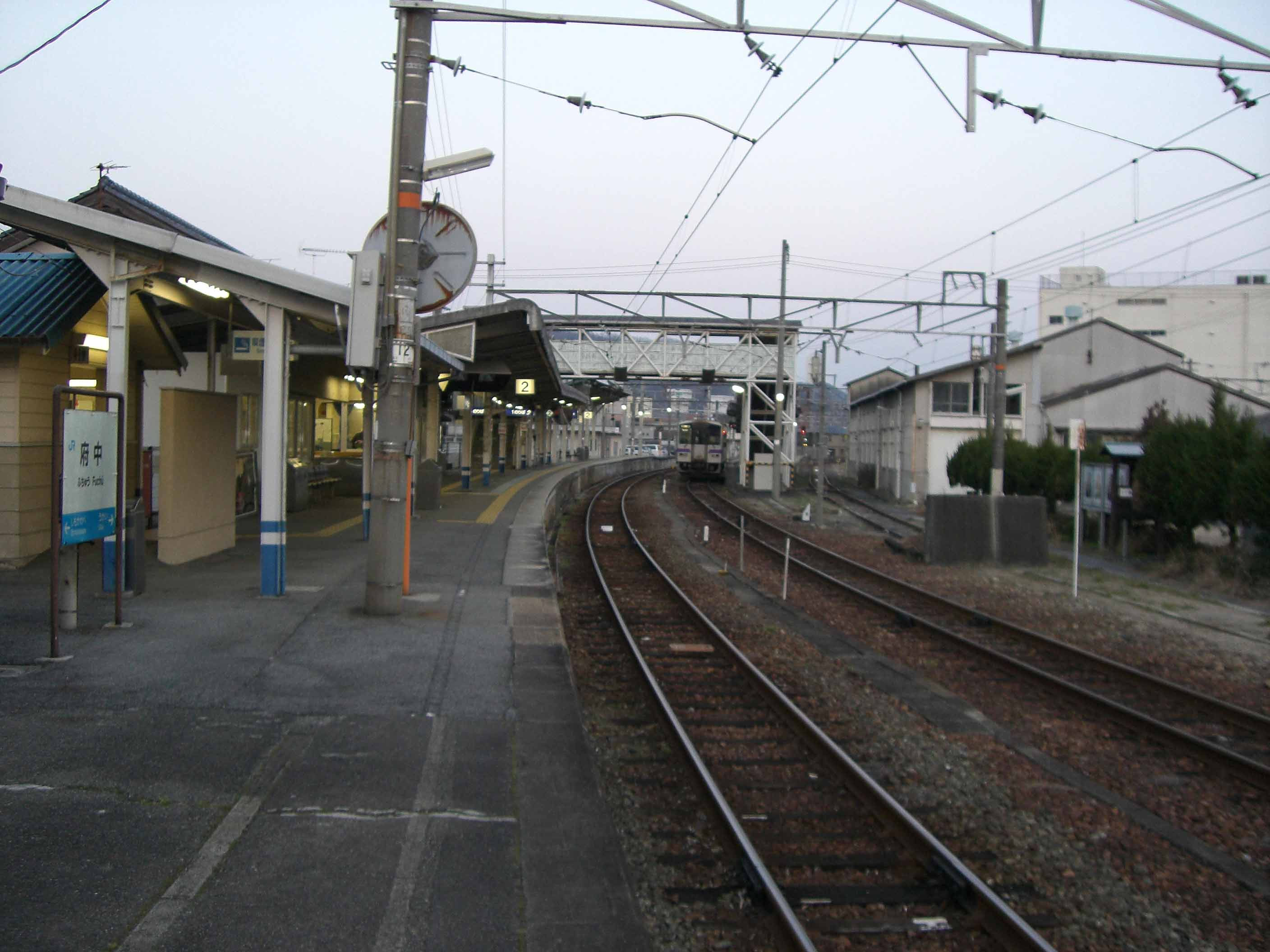
站內（2007年3月21日）

府中站（日语：／ Fuchū eki */?）是位於廣島縣府中市篠根町府川町，西日本旅客鐵道（JR西日本）的福鹽線車站。

## 概要
此站是府中市的中心車站，車站位於市區中。此站是福鹽線電氣化區間（福山方向）和非電氣化區間（鹽町方向）之邊界車站。來往福山方向和鹽町方向的旅客必須於此站轉乘列車。福山方向的列車中，每小時設有1至2班，鹽町方向的列車中，早上和黃昏共有6班列車，後者設有從廣島站前往此站的普通列車（但是沒有反方向班次）。
此站是岡山分社和廣島分社的境界車站。在上行場內信號機附近設有分社邊界標。
此站是直營車站，由福山站管理（站長配置之地區站）。
另外，於此站出發或到達的車票中，站名上印有「（鹽）府中」，這是為了區別JR四國德島線的府中站。

## 歷史
- 1914年（大正3年）7月21日：兩備輕便鐵道（軌距762mm）的終着站府中町站啟用。當時車站不在現地，而是在西北方永井町路口附近。
- 1926年（大正15年）6月26日：兩備輕便鐵道改名為兩備鐵道。
- 1927年（昭和2年）6月25日：兩備福山站（現時：福山站）至此站之間電氣化。
- 1933年（昭和8年）
  - 9月1日：兩備鐵道被國有化，成為國有鐵道福鹽線車站[1]。
  - 11月15日：福鹽北線開通，使與福鹽線改名為福鹽南線。
- 1935年（昭和10年）12月14日：橫尾站至此站之間改軌距至1067毫米。並遷移至現地。
- 1938年（昭和13年）7月28日：此站至福鹽北線上下站之間開通，使福鹽北線和福鹽南線合併成為福鹽線。
- 1954年（昭和29年）4月10日：此站至下川邊站之間電氣化。
- 1956年（昭和31年）12月20日：車站改名為府中站。
- 1962年（昭和37年）4月1日：此站至下川邊站不再電氣化，撒走了架空電纜。
- 1987年（昭和62年）4月1日 - 伴隨國鐵分割民營化，車站由西日本旅客鐵道（JR西日本）營運。
- 1991年（平成3年）4月1日：此站同日成立的府中鐵道部（日语：府中鉄道部）管理。
- 2003年（平成15年）3月：此站（站內除外）至鹽町站之間的管轄公司由岡山分社府中鐵道部變為廣島分社三次鐵道部（日语：三次鉄道部），使此站為岡山和廣島兩分社的邊界站。
- 2008年（平成20年）6月1日：鐵道部制進行變更，站內把府中鐵道部和、瀨戶內地域鐵道部（日语：せとうち地域鉄道部）。
- 2017年（平成29年）7月1日：隨著瀨戶內地域鐵道部廢止，此站由岡山分社直轄的福山管理站管轄。
- 2020年（令和2年）
  - 2月3日：能日起綠色窗口結業[2]。
  - 2月4日：綠色售票機+（日语：みどりの券売機#みどりの券売機プラス）開始運作[2]。

## 車站構造

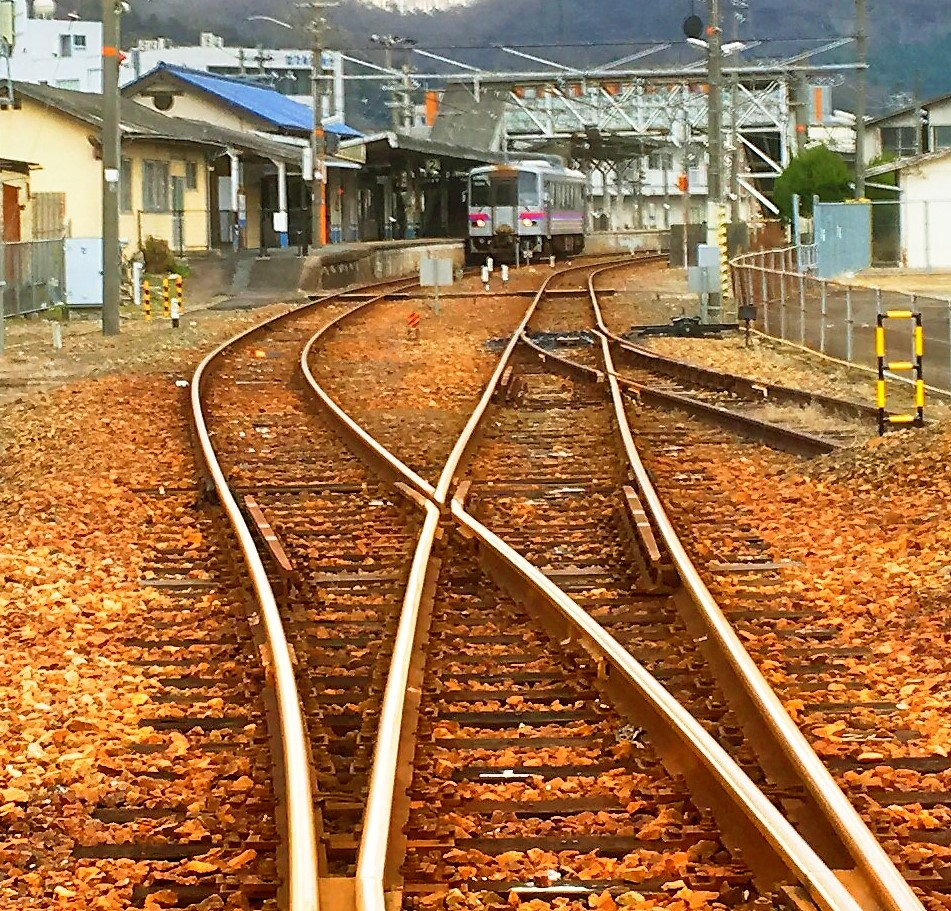
車站望向西邊

車站是一座地面車站，設有1面1線的月台。當中，靠近車站大樓一方的1號月台是港灣式月台，1號月台上設有樓梯，連接3、4號月台，共有2面4線的月台。
1號月台和4號月台不能前往鹽町方向路軌，因此上述兩月台用作福山方向列車折返之用。2、3號月台可進往鹽町方向，於2號月台信號機，3號月台設有下行本線。日間主要使用1、2號月台。
在兩備鐵道時代，車廠（府中町電車區 → 府中電車區，該處設有私家車（電車）停泊。另外，由於此站至三次站之間使用的車輛（{{Translink|ja|JR西日本キハ120形気動車|JR西日本KiHa120形気動車|KiHa120系]]）。上述列車停泊在車站旁的車廠。此站沒有電車夜間停泊。站內設有府中鐵道部。
車站大樓是由木造瓦頂建成。此站是福鹽線內，除了福山站外唯一設有發車資訊版。
此站設有自動閘機，但是此站不可使用ICOCA。
在2020年3月14日時間表修正後，一人控制列車會在特定時段進行檢票情況。在一人列車中，當列車到達此站時，會把所有車門關閉，於車內進行結算車費（檢票）。
曾經在綠色窗口營業以外，窗口外會貼上提醒乘客於車上檢票。

### 月台
| 月台 | 路線   | 上下行 | 方向           | 備註                     |
| ---- | ------ | ------ | -------------- | ------------------------ |
| 1    | 福鹽線 | 上行   | 福山方向       | 主要為日間列車           |
| 2    | 福鹽線 | 下行   | 鹽町、三次方向 | 主要為日間列車           |
| 2    | 福鹽線 | 上り   | 福山方向       | 主要為早上和晩上列車     |
| 3    | 福鹽線 | 下行   | 鹽町、三次方向 | 主要為早上和晩上列車     |
| 4    | 福鹽線 | 上行   | 福山方向       | 只限早上繁忙時間部分列車 |

※3號月台可向福山方向山發，但是截至2017年3月4日時間表修正當天沒有定期列車停靠3號月台。

## 利用狀況
以下為近年1日平均乘車人次列表
| 年度                | 1日平均 乘車人次 |
| ------------------- | ---------------- |
| 1987年（昭和62年）  | 1,671            |
| 1988年（昭和63年）  | 1,740            |
| 1989年（平成 元年） | 1,761            |
| 1990年（平成02年）  | 1,861            |
| 1991年（平成03年）  | 1,887            |
| 1992年（平成04年）  | 1,878            |
| 1993年（平成05年）  | 1,802            |
| 1994年（平成06年）  | 1,606            |
| 1995年（平成07年）  | 1,584            |
| 1996年（平成08年）  | 1,531            |
| 1997年（平成09年）  | 1,453            |
| 1998年（平成10年）  | 1,387            |
| 1999年（平成11年）  | 1,338            |
| 2000年（平成12年）  | 1,287            |
| 2001年（平成13年）  | 1,263            |
| 2002年（平成14年）  | 1,171            |
| 2003年（平成15年）  | 1,142            |
| 2004年（平成16年）  | 1,086            |
| 2005年（平成17年）  | 1,039            |
| 2006年（平成18年）  | 954              |
| 2007年（平成19年）  | 933              |
| 2008年（平成20年）  | 928              |
| 2009年（平成21年）  | 896              |
| 2010年（平成22年）  | 889              |
| 2011年（平成23年）  | 857              |
| 2012年（平成24年）  | 872              |
| 2013年（平成25年）  | 909              |
| 2014年（平成26年）  | 885              |
| 2015年（平成27年）  | 924              |
| 2016年（平成28年）  | 966              |
| 2017年（平成29年）  | 959              |
| 2018年（平成30年）  | 921              |
| 2019年（令和元年）  | 918              |

## 車站周邊
車站周邊是自古已經繁榮的府中市中心。該處設有許多名產家具店。在幹線道路中，國道486號距離車站一段距離，附近行走的一般巴士路線（中國巴士）許多停靠在國道上。
- 道之驛備後府中（日语：道の駅びんご府中）
- 府中市政廳
- 府中本町郵局
- 府中市立府中中學、府中小學（府中學園）
- 府中郵局（日语：府中郵便局）
- 府中市立圖書館
- 府中商工會議所
- 府中市文化中心（日语：府中市文化センター）
- 府中市立南小學
- 府中第一酒店
- 中國銀行府中支店
- 両備信用組合本部・本店営營部
- 府中公共職業安定所（日语：公共職業安定所）（Hello Work府中）
- 廣島縣立府中東高等學校（日语：広島県立府中東高等学校）
- 廣島縣立府中高等學校（日语：広島県立府中高等学校）
- 府中電車區（日语：府中電車区）（已停用）
- 蘆田川（日语：芦田川）
- 國道486號（日语：国道486号）
- 首無地藏
- 府中天滿屋（日语：府中天満屋）

## 相鄰車站
西日本旅客鐵道（JR西日本）
 福鹽線
鵜飼－府中－下川邊

## 注腳
1. ↑  日本《官報》第1998號「鐵道省告示第385號」，1933年8月28日：第800頁。
2. 1 2  . 西日本旅客鉄道.   [2020-01-03]. （原始内容存档于2020-01-03） （日语）.
3. ↑  廣島縣統計要覧

## 外部連結
- 府中｜車站資訊：JR出門網 - 西日本旅客鐵道（日語）